# Domenico Andrea Cavalcanti
Domenico Andrea Cavalcanti (Caccuri, 26 ottobre 1698 – Trani, 3 febbraio 1769) è stato un arcivescovo cattolico italiano.

## Biografia
Domenico Andrea Cavalcanti nacque a Caccuri il 26 ottobre 1698 da una nobile famiglia cosentina originaria della Toscana. Entrò nell'Ordine dei chierici regolari teatini nel 1714 (esattamente a tre anni di distanza da quando suo fratello, Francesco Antonio, entrò nel medesimo Ordine), professando solennemente i propri voti e ricevendo l'ordinazione presbiterale il 5 ottobre 1721.
Nel 1743 Domenico Andrea subentrò al fratello come preposito generale dell'Ordine teatino, in quanto quest'ultimo scelto da papa Benedetto XIV per guidare l'arcidiocesi di Cosenza.
Il 12 maggio 1755 papa Benedetto XIV lo nominò arcivescovo di Trani; ricevette l'ordinazione episcopale il successivo 18 maggio dal cardinale Joaquín Fernández de Portocarrero y Mendoza e dai co-consacranti Giovanni Andrea Tria, arcivescovo titolare di Tiro, e Simone Gritti, arcivescovo titolare di Tiana. Prese possesso dell'arcidiocesi pugliese quattro giorni dopo, il 22 maggio.
Morì a Trani il 3 febbraio 1769, dopo quasi 19 anni di episcopato.

## Opere
- D. A. Cavalcanti, Per le prediche dette in Malta nella maggiore chiesa di S. Giovanni nel corso della quaresima dell'anno 1742, Roma, 1742.
- D. A. Cavalcanti, Ad clerum, populumque suum epistola, Roma, Tipografia Palladis, 1755.

## Genealogia episcopale
La genealogia episcopale è:
- Cardinale Sigismund von Kollonitz
- Cardinale Mihály Frigyes von Althann
- Cardinale Juan Álvaro Cienfuegos Villazón, S.I.
- Cardinale Joaquín Fernández de Portocarrero
- Arcivescovo Domenico Andrea Cavalcanti, C.R.